# عقد 840 هـ
عقد 840 هـ هو الفترة بين عام 840 إلى 849 في التقويم الهجري، أي العشر سنوات الخامسة من القرن التاسع الهجري.